# Мештерхази, Лайош

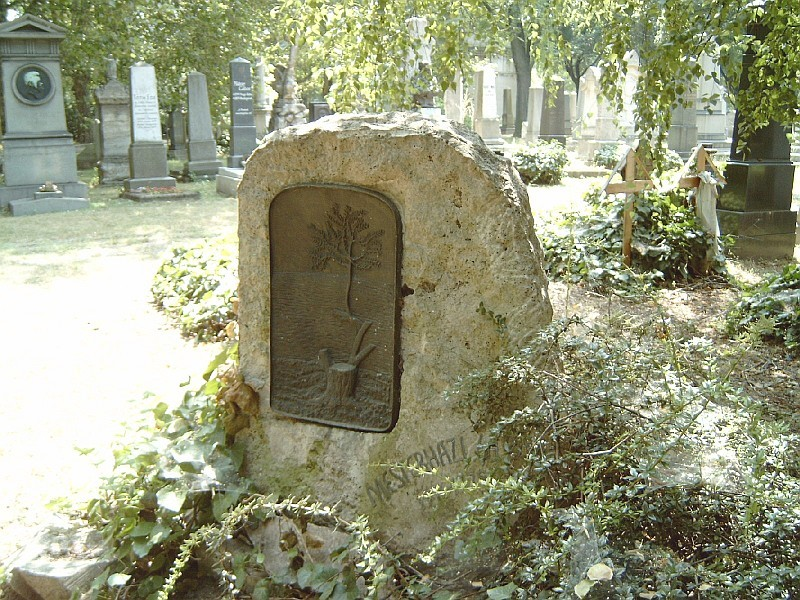
Могила писателя

Лайош Мештерхази (венг. Mesterházi Lajos, настоящее имя Лайош Хоффштедтер венг. Hoffstaedter Lajos, 3 марта 1916, Кишпешт, Венгрия — 4 апреля 1979, Будапешт) — венгерский писатель и драматург.

## Биография
Родился 3 марта 1916 года в городе Кишпешт в католической семье смешанного происхождения (немцы по линии отца, евреи по линии матери). В 1934 окончил гимназию в Будапеште, в 1937 — филологический факультет Будапештского университета. В 1938—1939 продолжал учёбу в Парижском университете. По возвращении на родину в 1941—1944 работал секретарем в Англо-Венгерском банке.
Во время Второй мировой войны участвовал в антифашистском подполье, вступил в Венгерскую коммунистическую партию (с 1956 — Венгерская социалистическая рабочая партия) и в 1945—1947 был партийным функционером. В 1947—1948 работал в Венгерском Телеграфном Агентстве, в 1949 — в литературном отделе Венгерского Радио, в 1950—1954 — в журнале «Мювельт Неп». В 1957—1958 — ответственный редактор в издательстве «Элет эш иродалом», в 1966—1979 — главный редактор журнала «Будапешт».
Наиболее значительное произведение Лайоша Мештерхази, получившее мировую известность — философский роман «Загадка Прометея» (1973, перевод на русский язык впервые был опубликован в журнале «Иностранная литература», 1976, № 4, 5), написанный на материале древнегреческой мифологии.
Умер в Будапеште 4 апреля 1979 года.

## Произведения
- Karacs Lajos sztahanovista betonszerelő élete és munkamódszere (Жизнь и работа бетонщика-стахановца Лайоша Карача, 1950).
- Tanúság az ember nevében (Свидетельство, роман, 1955).
- Fényes szellők (Блестящие ветры, роман, 1956).
- Pesti emberek (Люди из Будапешта, драма, 1958).
- Pár lépés a határ (В нескольких шагах — граница, роман, 1958).
- Másnap (На следующий день, драма, 1959).
- A négylábú kutya (Четвероногая собака, роман, 1961).
- A tizenegyedik parancsolat (Одиннадцатая заповедь, драма, 1961).
- Férfikor (Мужчина в зрелом возрасте, роман, 1967).
- A Prométheusz — rejtély (Загадка Прометея, роман, 1973).
- Sportélmény (Великолепная рыбалка, повесть, 1975)
- A hazafiság logikája (Логика патриотизма, сборник эссе, 1983).
- Visszaemlékezések (Воспоминания, 1984).

## Премии и награды
- Премии им. Аттилы Йожефа (1952, 1953, 1959, 1973).
- Премия им. Лайоша Кошута (1962).
- Премия Pro Arte (1968).
- Орден Трудового Красного Знамени (1976).